# Києво-Печерський ліцей № 171 «Лідер»

Вхід до ліцею

Києво-Печерський ліцей № 171 «Лідер» — середня загальноосвітня школа, що розташована у Печерському районі міста Києва, Україна.

## Історія ліцею
Києво-Печерський ліцей № 171 «Лідер» був заснований 1961 року Василем Болдирєвим, як перша в місті Києві школа для старшокласників. В. Болдирєв став її першим директором. Перші два роки школа функціонувала в будівлі за адресою вул. Івана Кудрі, 22А, а з 1 вересня 1963 року школа знаходиться в будівлі за вул. Лейпцизькою, 11А. З 1966 року школа стала загальноосвітньою, з'явились молодші й середні класи, старші класи з поглибленим вивченням математики та фізики.
Уперше в Україні введено ставки завучів з виховної роботи, завучів за паралелями та кабінетну систему.
У 1970-х школа розвивалася, колектив вчителів продовжував удосконалення кабінетної системи, велася творча робота методичних об'єднань. В 1980 відбулась прибудова до школи, де розмістилися бібліотека, музей бойової слави, великий спортзал, а в 1986 створено кабінет інформатики.
У 1990 році школа була перейменована у бюджетно-відомственну середню школу № 171, було відроджено історичну назву «Києво-Печерська», яка супроводжувала ряд навчальних закладів Києва починаючи з середніх віків. 18 квітня 1991 року школа отримала офіційний статус ліцею та ім'я «Лідер».

## Ліцей зараз
У наші часи ліцей «Лідер» орієнтується на вивчення фізики та математики. Випускники ліцею мають низку нагород на міжнародних олімпіадах.
У ліцеї після сьомого класу йде розподілення за спеціальностями:
- фізика
- інформатика
- біотехнології
- економіка
- лінгвістика
- основи юридичного права
- математика

В учнів 8-11 класів є додаткові уроки — технологічна школа, з відповідною здачею проєктів в кінці року. Спеціальність техшколи залежить від профілю учня й класу. У 2007—2008 навчальному році було введено спецкурси — щосуботи після четвертого уроку кожен учень 8—11 класів йде на певний факультатив, який сам для себе обирає (математика, фізика, хімія, інформатика чи біологія). Часто факультатив проводять випускники ліцею.
Починаючи з середини 1990-х, на Міжнародну олімпіаду з математики від команди України щороку потрапляє хоча б один учень «Лідеру» (з 6 учнів), а у 2000, 2004, 2007 роках — по три учні.

## Внутрішні свята
Головним внутрішнім святом є День Ліцею. Щороку складається новий сценарій свята. У святкуванні беруть участь і вчителі, і учні, і батьки.
Також внутрішніми святами можна назвати тематичні тижні (тобто тиждень фізики, тиждень інформатики і т. д.). Такі тижні закінчуються олімпіадами чи іграми, тематика яких відповідає тематиці тижня.
В школі проводиться Туріада, КВК (для старших класів) і фестиваль «Зоряне сяйво» (для молодшої школи).
Також у травні ліцей проводить щороку Київський Міжнародний математичний фестиваль.

## Символіка ліцею
В 1995 році була впроваджена символіка навчального закладу: прапор, герб, емблема і гімн, які сприяють національному вихованню ліцеїстів, відродженню вікових традицій українського народу. Символіка ліцею розміщується поряд з державною, постійно використовується під час урочистих заходів і подій.

Гімн Ліцею:

Лавра давня над Дніпром
Сяє позолоченим крилом.
Україно! Рідний дім!
Ми майбутнього творці твої
Тут бере початок наш ліцей,
Храм науки для дітей.
Ти розкрив нам вікна в світ,
Ти даруєш зоряний політ
Ліцеїсте, шлях твій крізь віки
У моря та на материки
Будь же лідером завжди,
Честь ліцею в серці збережи

Також учні зобов'язані носити ліцейну форму, яка була введена з 1995 року.

## Персоналії
- Баканова Леся Іванівна — учитель біології Києво-Печерського ліцею № 171 «Лідер», кавалер ордена За заслуги ІІІ ступеня[2].
- Березовський Андрій Миколайович (* 1968) — учитель фізики Києво-Печерського ліцею № 171 «Лідер», кавалер ордена За заслуги ІІ ступеня[2].

## Відомі випускники
- Микитенко Микола Миколайович (1971—2020) — фізик, історик, ветеран АТО, який у жовтні 2020 року вчинив акт самоспалення на Майдані Незалежності
- Шлапак Юрій Дмитрович (1948—2015) — науковець-кінознавець, математик, педагог, кандидат фізико-математичних наук.